# Heinrich Albert
Heinrich Albert (Lobenstein, 8 de julio de 1604 - Königsberg, 6 de octubre de 1651), compositor, organista y poeta alemán.
Comenzó a estudiar música en 1622 con su primo, el músico y compositor Heinrich Schütz, en Dresde. Fue uno de los creadores del lied alemán. Luego se fue a estudiar Derecho en Leipzig, pero continuó componiendo arias. Su música es de estilo barroco, aunque impuso en Alemania la monodia acompañada italiana.
Sus obras más importantes son probablemente las 170 canciones publicadas en su "Arien" en ocho volúmenes. Estas nuevas estrategias incluyen dedicatorias que dan información importante sobre la vida cotidiana en Königsberg. Conjuntó tanto su propia poesía y la de Simon Dach. Sus canciones son muy populares, y por lo menos 25 de ellas se convirtieron en música coral. Los prefacios de sus obras también son valiosas fuentes de información sobre el juego de basso continuo y el rendimiento de la práctica de las canciones incluidas. Componía música luterana.